# Lwy z Bagdadu
Lwy z Bagdadu (ang. Pride of Baghdad) – amerykańska powieść graficzna autorstwa Briana K. Vaughna (scenariusz) i Niko Henrichona (rysunki), wydana w oryginale w 2006 roku przez imprint Vertigo. należący do DC Comics, zaś po polsku w 2008 przez Mucha Comics.
Komiks zdobył amerykańską nagrodę IGN za najlepszą powieść graficzną 2006 roku.

## Fabuła
Komiks opowiada autentyczną historię ucieczki stada lwów z ogrodu zoologicznego w Bagdadzie podczas amerykańskich nalotów na to miasto w 2003 roku. Lwy porozumiewają się w tej powieści graficznej między sobą ludzkimi słowami, a każde ze zwierząt ma nie tylko indywidualny charakter, lecz także pragnienia. Ujawnia się między nimi konflikt, gdy część stada postanawia uciec z zoo, podczas gdy stara samica Safa, uważająca ludzi za sprzymierzeńców i niewolę za naturalny stan, decyduje się pozostać.